# Gerapompidae
Gerapompidae – wymarła rodzina owadów z rzędu Cnemidolestodea. W zapisie kopalnym znana jest z pensylwanu w karbonie. Ich skamieniałości znajdowane się na terenie Rosji i Stanów Zjednoczonych.
Owady te miały małą, prognatyczną głowę oraz duże i wydłużone przedplecze. Użyłkowanie przedniego skrzydła charakteryzowało niezwężone pole między żyłkami kubitalnymi, zakończona na żyłce kostalnej wklęsła żyłka subkostalna, w pełni rozwinięta tylna żyłka medialna oraz zaczynający się w połowie skrzydła lub jego nasadowej ⅓ sektor radialny, na wysokości którego nasady pole kostalne i subkostalne były podobnej szerokości. Przednia żyłka kubitalna zaczynała się rozgałęziać w nasadowej ćwiartce, a z tyłu odgałęzienia przybierały formę grzebieniastą.
Takson ten wprowadzony został w 1906 roku przez Antona Handlirscha. Należą tu 2 rodzaje:
- †Aenigmatella Sharov, 1961
- †Gerapompus Scudder, 1885